# Impatiens mamyi
Impatiens mamyi är en balsaminväxtart som beskrevs av Fischer och Raheliv. Impatiens mamyi ingår i släktet balsaminer, och familjen balsaminväxter. Inga underarter finns listade i Catalogue of Life.